# Кабинет Мефистофеля
«Кабинет Мефисто́феля» (фр. Le cabinet de Méphistophélès) — немой короткометражный фильм ужасов Жоржа Мельеса. Премьера фильма состоялась во Франции 1897 года. В настоящее время часть фильма утеряна.

## Сюжет
Мефистофель работает с огнём. Два кавалера падают и Мефистофель их сжигает.

## Интересные факты
- Фильм был показан в России под названием «Лаборатория Мефистофеля», где пользовался огромным успехом и был одним из самых популярных фильмов[1].

## В ролях
- Жорж Мельес — Мефистофель